# Moravskoslezská fotbalová liga
Moravskoslezská fotbalová liga (MSFL) je od sezóny 1991/92 společně s Českou fotbalovou ligou (ČFL) jednou ze skupin třetí nejvyšší fotbalové soutěže v České republice. V sezónách 1991/92 a 1992/93 byla jednou ze čtyř skupin třetí nejvyšší fotbalové soutěže v Československu.
Je řízena Řídící komisí pro Moravu. Hraje se každý rok od léta do jara se zimní přestávkou. Vzhledem k zániku Juniorské ligy a návratu B-mužstev do soutěží mužů se MSFL v sezoně 2019/20 poprvé účastní 18 týmů, každý s každým hraje jednou na domácím hřišti a jednou na hřišti soupeře, celkem se tedy hraje 34 kol (1991/92–2018/19 měla standardně 16 účastníků a 30 kol). Vítězem se stává tým s nejvyšším počtem bodů v tabulce a postupuje do II. ligy (FNL). Naopak týmy ze dna tabulky sestupují do příslušné divizní skupiny: Divize D, Divize E nebo Divize F.
V sezonách 1995/96, 1996/97, 1999/00, 2009/10 a 2010/11 byla soutěž dohrána jen s 15 účastníky.
Z důvodu pandemie covidu-19 v Česku byl ročník 2019/20 z rozhodnutí FAČR ukončen po osmnácti odehraných kolech. Ze stejného důvodu byl po nekompletních 11 kolech ukončen i ročník 2020/21.

## Herní systém
Hraje se každý rok od léta do podzimu, v zimě je soutěž přerušena a na jaře se hrají zbývající utkání. Obvykle se polovina předepsaných zápasů sehraje před přestávkou a zbývající polovina v jarní části.
Soutěže se od sezony 2019/20 účastní 18 týmů. Každé mužstvo s každým soupeřem sehraje dvě utkání, a sice jednou na svém domácím hřišti a jednou na hřišti soupeřově. Mistrem se stává tým s nejvyšším počtem bodů v tabulce.

### Postupující z MSFL do vyšší soutěže
Do Fotbalové národní ligy (2. nejvyšší soutěž) postupuje tým umístěný na prvním místě tabulky.

### Sestupující z MSFL do nižší soutěže
Týmy ze dna tabulky sestupují do příslušné divizní skupiny: Divize D, Divize E nebo Divize F. Počet sestoupivších týmů z Moravskoslezské fotbalové ligy je odvislý od počtu sestupujících z Fotbalové národní ligy (FNL). 

### Postupující z nižších soutěží do MSFL
Do MSFL postupuje vítěz Divize D, Divize E a vítěz Divize F.

### Sestupující z vyšších soutěží do MSFL
Do MSFL mohou sestoupit z FNL 0 až 2 týmy, protože FNL je celostátní soutěž pro české i moravskoslezské týmy se 2 sestupujícími, tudíž se může stát, že všichni sestupující sestoupí dle oblastního klíče do ČFL.

## Vítězové soutěže
| Ročník  | Vítězný tým                         |
| ------- | ----------------------------------- |
| 1991/92 | SKP Znojmo-Práče                    |
| 1992/93 | FK VP Frýdek-Místek                 |
| 1993/94 | SK Slovácká Slavia Uherské Hradiště |
| 1994/95 | FC Alfa Slušovice                   |
| 1995/96 | FC Vítkovice                        |
| 1996/97 | FC SYNOT Staré Město                |
| 1997/98 | FC NH Ostrava                       |
| 1998/99 | FC Baník Ratíškovice                |
| 1999/00 | FK Holice 1932                      |
| 2000/01 | SK Sigma Olomouc „B“                |
| 2001/02 | FK Kunovice                         |
| 2002/03 | 1. FK Drnovice                      |
| 2003/04 | SK Hanácká Slavia Kroměříž          |
| 2004/05 | 1. HFK Olomouc                      |
| 2005/06 | Jakubčovice Fotbal                  |
| 2006/07 | Fotbal Fulnek                       |
| 2007/08 | SK Sigma Olomouc „B“                |

| Ročník                     | Vítězný tým                                         |
| -------------------------- | --------------------------------------------------- |
| 2008/09                    | FC Hlučín                                           |
| 2009/10                    | 1. SC Znojmo                                        |
| 2010/11                    | SFC Opava                                           |
| 2011/12                    | 1. HFK Olomouc                                      |
| 2012/13                    | FK Fotbal Třinec                                    |
| 2013/14                    | SFC Opava                                           |
| 2014/15                    | SK Sigma Olomouc „B“                                |
| 2015/16                    | 1. SK Prostějov                                     |
| 2016/17                    | SK Uničov                                           |
| 2017/18                    | 1. SK Prostějov                                     |
| 2018/19                    | SK Líšeň                                            |
| 2019/20 předčasně ukončeno | FK Blansko                                          |
| 2020/21 předčasně ukončeno | 1. FC Slovácko „B“ Do FNL postoupil tým MFK Vyškov. |
| 2021/22                    | SK Sigma Olomouc „B“                                |
| 2022/23                    | SK Hanácká Slavia Kroměříž                          |
| 2023/24                    | FC Baník Ostrava B                                  |
| 2024/25                    | SK Hanácká Slavia Kroměříž                          |

### Vícenásobní vítězové
- 4 – SK Sigma Olomouc „B“ (2000/01, 2007/08, 2014/15 a 2021/22)
- 3 – 1. HFK Olomouc (1999/00 jako FK Holice 1932, 2004/05 a 2011/12)
- 2 – 1. SC Znojmo (1991/92 jako SKP Znojmo-Práče a 2009/10)
- 2 – SFC Opava (2010/11 a 2013/14)
- 2 – 1. SK Prostějov (2015/16 a 2017/18)
- 2 – SK Hanácká Slavia Kroměříž (2003/04 a 2022/23)

## Nejlepší střelci
| Ročník  | Střelec                       | Klub                                                          | Branky |
| ------- | ----------------------------- | ------------------------------------------------------------- | ------ |
| 1991/92 | Pavel Holomek                 | SKP Znojmo-Práče                                              | 22     |
| 1992/93 | Jiří Pecha                    | FC LeRK Brno                                                  | 18     |
| 1993/94 | Petr Podaný                   | SK Slovácká Slavia Uherské Hradiště                           | 29     |
| 1994/95 | Radek Šindelář                | FC Tatran Poštorná                                            | 17     |
| 1995/96 | Rostislav Pikonský            | FC NH Ostrava                                                 | 16     |
| 1996/97 | Karel Kulyk                   | SK Baník Ratíškovice                                          | 23     |
| 1997/98 | Petr Zemánek                  | SK Baník Ratíškovice                                          | 24     |
| 1998/99 | Petr Zemánek                  | SK Baník Ratíškovice                                          | 18     |
| 1999/00 | Roman Sedláček                | FC Holice 1932 (16), FC Zeman Brno (3)                        | 19     |
| 2000/01 | Jan Obenrauch                 | FC Kunovice                                                   | 16     |
| 2001/02 | Marek Hošťálek                | FK Bystřice pod Hostýnem                                      | 17     |
| 2002/03 | Marek Hošťálek                | FK Bystřice pod Hostýnem                                      | 18     |
| 2003/04 | Martin Guzik                  | SK Hanácká Slavia Kroměříž (10), FC Dosta Bystrc-Kníničky (8) | 18     |
| 2004/05 | Tomáš Řehák                   | SK Uničov                                                     | 19     |
| 2004/05 | Aleš Chmelíček                | FK Bystřice pod Hostýnem                                      | 19     |
| 2005/06 | Karel Maceček                 | Fotbal Třinec                                                 | 18     |
| 2006/07 | Dalibor Koštuřík              | FK Mutěnice (6), Fotbal Fulnek (8)                            | 14     |
| 2007/08 | Martin Opic                   | MFK Karviná                                                   | 21     |
| 2008/09 | Martin Sehnal                 | FK APOS Blansko                                               | 18     |
| 2009/10 | Tomáš Řehák                   | SK Uničov                                                     | 14     |
| 2010/11 | Zdeněk Klesnil                | SFC Opava                                                     | 14     |
| 2011/12 | Josef Čtvrtníček              | 1. FC Slovácko „B“                                            | 20     |
| 2012/13 | Tomáš Gavlák                  | FK Fotbal Třinec                                              | 21     |
| 2013/14 | Martin Hanus                  | FC Hlučín                                                     | 15     |
| 2014/15 | Martin Hanus                  | FC Hlučín                                                     | 18     |
| 2014/15 | Karel Kroupa                  | 1. SK Prostějov                                               | 18     |
| 2015/16 | Karel Kroupa                  | 1. SK Prostějov                                               | 25     |
| 2016/17 | Aleš Krč                      | SK Uničov                                                     | 23     |
| 2017/18 | Karel Kroupa                  | 1. SK Prostějov                                               | 27     |
| 2018/19 | Adam Varadi                   | MFK Frýdek-Místek                                             | 21     |
| 2018/19 | Jan Silný                     | SK Hanácká Slavia Kroměříž                                    | 21     |
| 2019/20 | Jan Silný                     | SK Hanácká Slavia Kroměříž                                    | 16     |
| 2020/21 | Aleš Krč                      | SK Uničov                                                     | 11     |
| 2021/22 | Radovan Lokša                 | FC Hlučín                                                     | 20     |
| 2022/23 | Šimon Chwaszcz                | SK Hanácká Slavia Kroměříž                                    | 27     |
| 2023/24 | Carlos de Almeida Parede Neto | 1. SC Znojmo                                                  | 19     |

### Vícenásobní vítězové
- 3 – Karel Kroupa (2014/15 společně s Martinem Hanusem, 2015/16 a 2017/18)
- 2 – Petr Zemánek (1997/98 a 1998/99)
- 2 – Marek Hošťálek (2001/02 a 2002/03)
- 2 – Tomáš Řehák (2004/05 společně s Alešem Chmelíčkem a 2009/10)
- 2 – Martin Hanus (2013/14 a 2014/15 společně s Karlem Kroupou)
- 2 – Aleš Krč (2016/17 a 2020/21)
- 2 – Jan Silný (2018/19 společně s Adamem Varadim a 2019/20)

## Rekordy
- Aktuální po skončení ročníku 2022/23

### Týmové rekordy
| Rekord                     | Hodnota | Podrobnosti                                                                         |
| -------------------------- | ------- | ----------------------------------------------------------------------------------- |
| Nejvíce výher              | 25      | 2021/22: Olomouc „B“                                                                |
| Nejvíce remíz              | 15      | 2005/06: Kohoutovice                                                                |
| Nejvíce proher             | 26      | 2014/15: Opava „B“                                                                  |
| Nejvíce bodů (za 2 body)   | 50      | 1993/94: Uherské Hradiště                                                           |
| Nejvíce bodů (za 3 body)   | 80      | 2021/22: Olomouc „B“                                                                |
| Nejvíce vstřelených branek | 89      | 2022/23: Ostrava „B“                                                                |
| Nejméně obdržených branek  | 13      | 1993/94: Uherské Hradiště (30 zápasů), 2010/11: Opava a HFK Olomouc (oba 28 zápasů) |
| Nejméně výher              | 0       | 2018/19: TJ Valašské Meziříčí                                                       |
| Nejméně remíz              | 1       | 2006/07: SK Hranice                                                                 |
| Nejméně proher             | 1       | 2010/11: Opava                                                                      |
| Nejméně bodů (za 2 body)   | 14      | 1993/94: Bruntál                                                                    |
| Nejméně bodů (za 3 body)   | 5       | 2018/19: TJ Valašské Meziříčí                                                       |
| Nejméně vstřelených branek | 14      | 2018/19: TJ Valašské Meziříčí                                                       |
| Nejvíce obdržených branek  | 100     | 2018/19: TJ Valašské Meziříčí                                                       |

Poznámka:
- V neděli 22. května 2005 porazil SK UNEX Uničov na domácím hřišti SK Tatran Poštorná v poměru 13:2, což je rekord soutěže (počet branek v zápase: 15, výhra/prohra největším rozdílem branek: 11, počet branek nastřílených/obdržených jedním mužstvem v jednom zápase: 13).[6] Střelci byli Řehák (4), Vaníček (3), Kopecký (2), Látal, Krpec, Hrdlovič, Martinka – Tesařík, Kříž.[7] Poštorná dohrávala sezonu převážně s dorostenci.[7][8]
- Výše uvedené rekordy se vztahují k dokončeným ročníkům (1991/92–2018/19). Pokud bychom započítali oba nedohrané/neúplné ročníky (2019/20 a 2020/21), přibyly by tyto rekordní zápisy: nejméně remíz – 0 (2020/21: FC Viktoria Otrokovice a FC Vysočina Jihlava „B“), nejméně proher – 0 (2020/21: 1. FC Slovácko „B“), nejméně vstřelených branek – 11 (2019/20: FC Hlučín, 2020/21: FC Dolní Benešov a FC Vysočina Jihlava „B“) a nejméně inkasovaných branek – 6 (2020/21: 1. FC Slovácko „B“).

### Hráčské rekordy
| Rekord                                  | Hodnota | Podrobnosti                                           |
| --------------------------------------- | ------- | ----------------------------------------------------- |
| Nejvíce branek v ročníku                | 29      | 1993/94: Petr Podaný (Uherské Hradiště)               |
| Nejvíce branek v historii za jeden klub | 175     | Aleš Krč (Uničov)                                     |
| Nejvíce branek v historii               | 186     | Aleš Krč (Olomouc „B“: 1, Prostějov: 10, Uničov: 175) |
| Nejvíce branek v historii – bratři      | 118     | Milan Kulyk (53) a Karel Kulyk (65)                   |

Poznámka:
- 2. nejlepším střelcem v historii soutěže je Pavel Simr (110 branek), na 3. místě je Jan Silný (104 branky), na 4. místě je Martin Hanus se 103 brankami (1996–2016), na 5. místě je Karel Kroupa ml. s 87 brankami (1998–2018) a na 7. místě je s 86 góly Petr Zemánek (1994–2007) a Tomáš Komenda (od 2014).
- Nejblíže k rekordu Petra Podaného měl Karel Kroupa ml. v ročníku 2017/18, v němž zaznamenal 27 branek. Syn slavného brněnského kanonýra je dosud jediným hráčem, kterému se podařilo dát alespoň 25 branek ve více než jednom ročníku MSFL (2015/16 a 2017/18).